# Rina Lazo

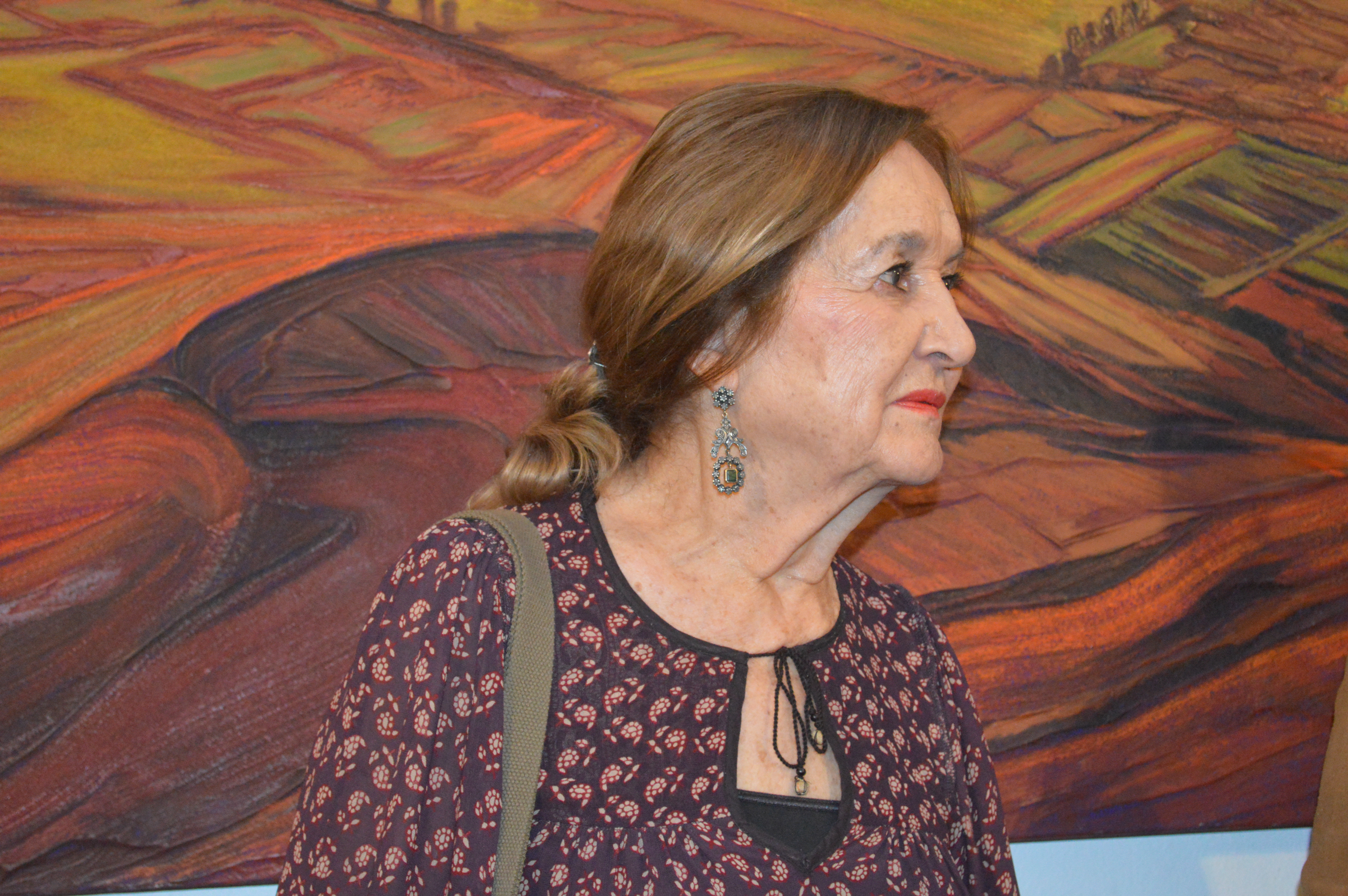
Rina Lazo im Jahr 2015

Rina Lazo (* 23. Oktober 1923 in Guatemala-Stadt; † 1. November 2019 in Mexiko-Stadt) war eine in Mexiko aktive guatemaltekische Malerin und Grafikerin. Sie lebte in Coyoacán.

## Biografie
Rina Lazo war die Tochter von Arturo Lazo und Melanea Wasem. Nach der Schulausbildung am Colegio Alemán studierte sie zunächst in Guatemala an der Academia de Bellas Artes und im Anschluss bis 1954 als Stipendiatin Malerei unter Diego Rivera an der mexikanischen Escuela Nacional de Pintura, Escultura y Grabado „La Esmeralda“. Zudem studierte sie an der Taller de Gráfica Popular unter Leopoldo Méndez, Pablo O’Higgins und unter ihrem späteren Mann Arturo García Bustos Grafik. Aufgrund ihres Talentes bat sie Rivera 1947 darum, ihm bei einigen seiner Murales zu assistieren, und bezeichnete sie als seinen „rechten Arm“ und seine „beste Assistentin“. Die Zusammenarbeit mit Rivera dauerte bis zu seinem Tode 1957 an. Sie selbst malte viele Murales im Stil der mexikanischen Schule in Mexiko und in ihrem Heimatland. Sie fertigte 1966 auch eine Replik der Maya-Wandbilder von Bonampak für das Museo Nacional de Antropología.
Lazo stellte ihre Bilder in Mexiko, Guatemala, Europa und Korea im Rahmen von Einzel- und Gruppenausstellungen aus. Sie war Mitglied verschiedener Künstlerverbände, unter anderem war sie 1956 Führungsmitglied der Frente Nacional de Artes Plásticas sowie 1968 Führungsmitglied der Tribuna de México. Später war sie Vorstandsmitglied des Salón de la Plástica Mexicana.